# Villotte-devant-Louppy
Pour les articles homonymes, voir Villotte (homonymie).
Villotte-devant-Louppy est une commune française située dans le département de la Meuse, en Lorraine, dans la région administrative Grand Est.

## Géographie

### Hydrographie
La commune est traversée par la ligne de partage des eaux entre les régions hydrographiques « la Seine de sa source au confluent de l'Oise (exclu) » et « la Seine du confluent de l'Oise (inclus) à l'embouchure » au sein du bassin Seine-Normandie. Elle est drainée par la Chee, le ruisseau des Étangs, le ruisseau de Dignée, le Fluant, le ruisseau de Matron, le cours d'eau 02 de la commune de Villotte-devant-Louppy et le Fossé 01 de la commune de Villotte-devant-Louppy,.
La Chée, d'une longueur de 69 km, prend sa source dans la commune de Seigneulles et se jette  dans la Saulx à Vitry-en-Perthois, après avoir traversé 21 communes. Les caractéristiques hydrologiques de la Chée sont données par la station hydrologique située sur la commune. Le débit moyen mensuel est de 1,57 m3/s. Le débit moyen journalier maximum est de 36,3 m3/s, atteint lors de la crue du 15 juillet 2021. Le débit instantané maximal est quant à lui de 49,1 m3/s, atteint le 3 février 2020.

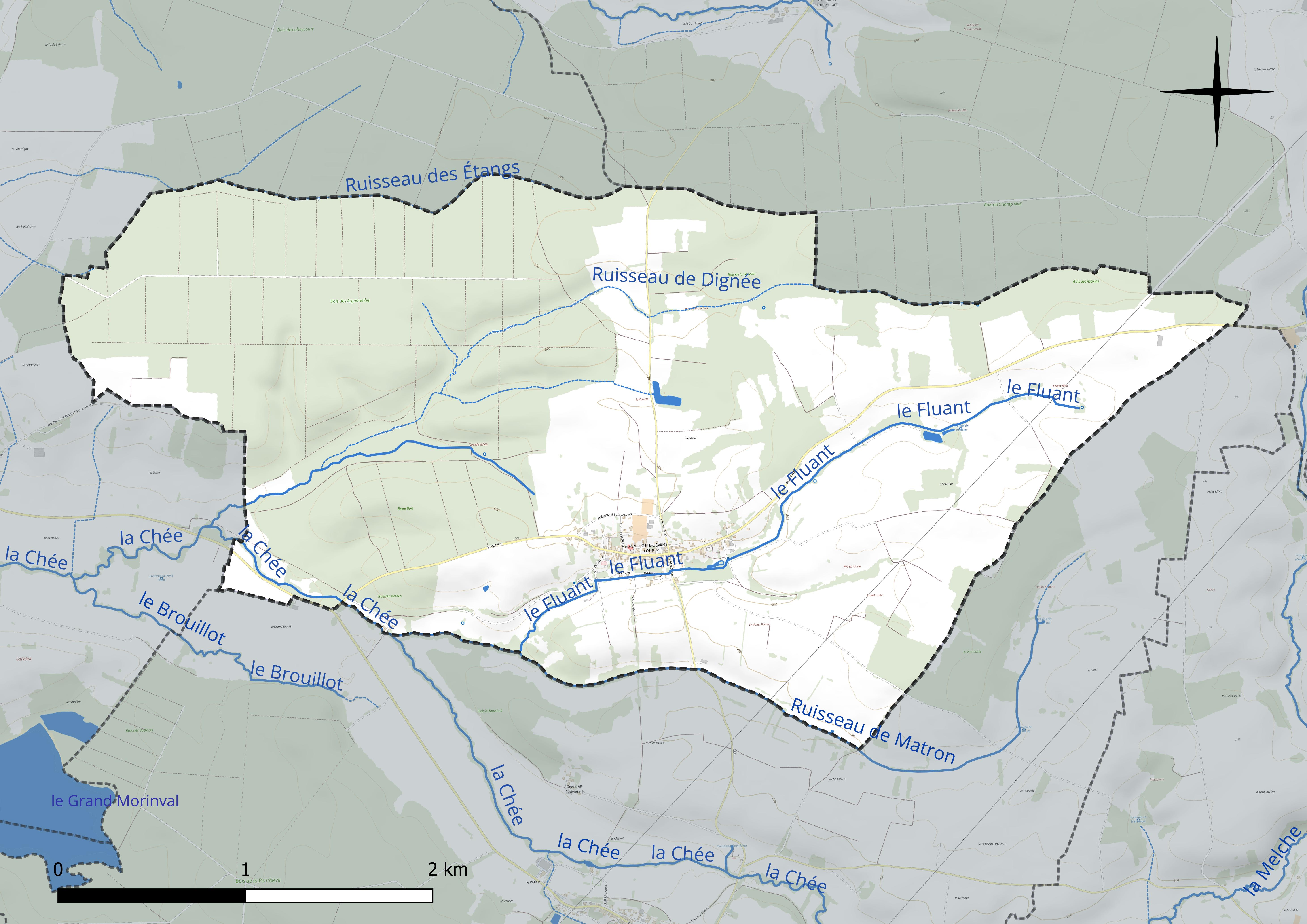
Réseau hydrographique de Villotte-devant-Louppy.

### Climat
Pour des articles plus généraux, voir Climat du Grand Est et Climat de la Meuse.
En 2010, le climat de la commune est de type climat de montagne, selon une étude du Centre national de la recherche scientifique s'appuyant sur une série de données couvrant la période 1971-2000. En 2020, Météo-France publie une typologie des climats de la France métropolitaine dans laquelle la commune est exposée à un climat océanique altéré et est dans la région climatique  Lorraine, plateau de Langres, Morvan, caractérisée par un hiver rude (1,5 °C), des vents modérés et des brouillards fréquents en automne et hiver. 
Pour la période 1971-2000, la température annuelle moyenne est de 9,9 °C, avec une amplitude thermique annuelle de 16 °C. Le cumul annuel moyen de précipitations est de 957 mm, avec 13,4 jours de précipitations en janvier et 9,4 jours en juillet. Pour la période 1991-2020, la température moyenne annuelle observée sur la station météorologique de Météo-France la plus proche, « Conde_sapc », sur la commune des Hauts-de-Chée à 7 km à vol d'oiseau, est de 11,3 °C et le cumul annuel moyen de précipitations est de 888,5 mm. 
La température maximale relevée sur cette station est de 39,6 °C, atteinte le 25 juillet 2019 ; la température minimale est de −15,2 °C, atteinte le 20 décembre 2009,,. 
Les paramètres climatiques de la commune ont été estimés pour le milieu du siècle (2041-2070) selon différents scénarios d'émission de gaz à effet de serre à partir des nouvelles projections climatiques de référence DRIAS-2020. Ils sont consultables sur un site dédié publié par Météo-France en novembre 2022.

## Urbanisme

### Typologie
Au 1er janvier 2024, Villotte-devant-Louppy est catégorisée commune rurale à habitat dispersé, selon la nouvelle grille communale de densité à sept niveaux définie par l'Insee en 2022.
Elle est située hors unité urbaine. Par ailleurs la commune fait partie de l'aire d'attraction de Bar-le-Duc, dont elle est une commune de la couronne,. Cette aire, qui regroupe 86 communes, est catégorisée dans les aires de 50 000 à moins de 200 000 habitants,.

### Occupation des sols
L'occupation des sols de la commune, telle qu'elle ressort de la base de données européenne d’occupation biophysique des sols Corine Land Cover (CLC), est marquée par l'importance des forêts et milieux semi-naturels (53,1 % en 2018), une proportion identique à celle de 1990 (53,1 %). La répartition détaillée en 2018 est la suivante : 
forêts (53,1 %), prairies (25,4 %), terres arables (19,2 %), zones urbanisées (2,3 %). L'évolution de l’occupation des sols de la commune et de ses infrastructures peut être observée sur les différentes représentations cartographiques du territoire : la carte de Cassini (XVIIIe siècle), la carte d'état-major (1820-1866) et les cartes ou photos aériennes de l'IGN pour la période actuelle (1950 à aujourd'hui).

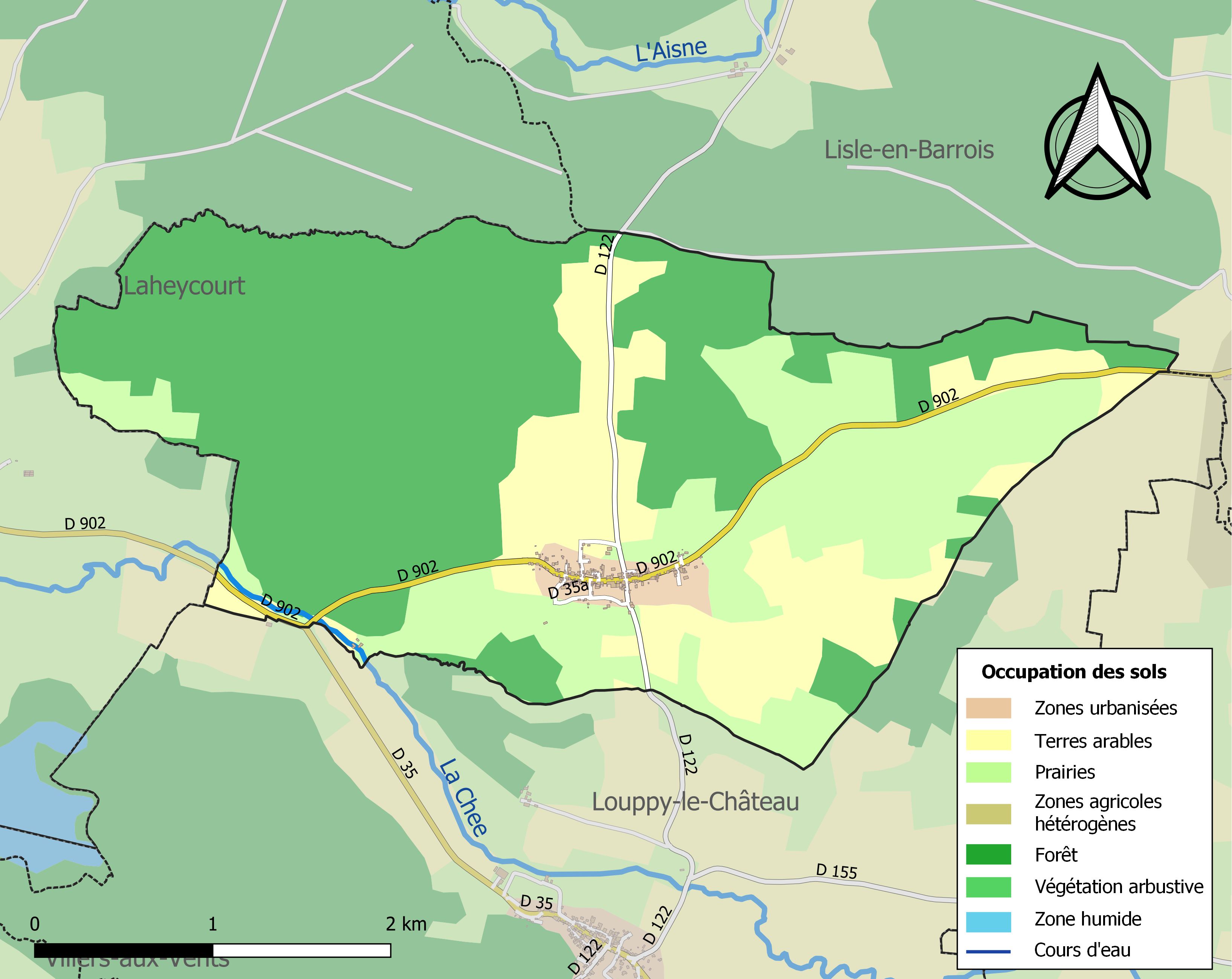
Carte des infrastructures et de l'occupation des sols de la commune en 2018 (CLC).

## Toponymie
Le nom de la localité est attesté sous les formes Villeta (992) ; Villula (XIIe siècle) ; Vilette (1246) ; Vitulum (1402) ; Villotte-les-Loupi (1534).

De l'oïl villette « petite maison des champs » ou « très petite ville ». 
Villotte est au nord de Louppy-le-Château.

## Politique et administration
| Période                                  | Période  | Identité         | Étiquette | Qualité |
| ---------------------------------------- | -------- | ---------------- | --------- | ------- |
| Les données manquantes sont à compléter. |          |                  |           |         |
| 1983                                     | 1986     | Alain Gabriel    |           |         |
| 1986                                     | 2001     | Jean Renauld     |           |         |
| 2001                                     | 2008     | Albert Hannequin |           |         |
| 2008                                     | En cours | Catherine Zanon  |           |         |

## Démographie
L'évolution du nombre d'habitants est connue à travers les recensements de la population effectués dans la commune depuis 1793. Pour les communes de moins de 10 000 habitants, une enquête de recensement portant sur toute la population est réalisée tous les cinq ans, les populations de référence des années intermédiaires étant quant à elles estimées par interpolation ou extrapolation. Pour la commune, le premier recensement exhaustif entrant dans le cadre du nouveau dispositif a été réalisé en 2005.

En 2022, la commune comptait 163 habitants, en évolution de −1,21 % par rapport à 2016 (Meuse : −4,4 %, France hors Mayotte : +2,11 %).
| 1793 | 1800 | 1806 | 1821 | 1831 | 1836 | 1841 | 1846 | 1851 |
| ---- | ---- | ---- | ---- | ---- | ---- | ---- | ---- | ---- |
| 520  | 559  | 565  | 585  | 555  | 555  | 573  | 548  | 553  |

| 1856 | 1861 | 1866 | 1872 | 1876 | 1881 | 1886 | 1891 | 1896 |
| ---- | ---- | ---- | ---- | ---- | ---- | ---- | ---- | ---- |
| 521  | 492  | 498  | 493  | 524  | 508  | 492  | 469  | 439  |

| 1901 | 1906 | 1911 | 1921 | 1926 | 1931 | 1936 | 1946 | 1954 |
| ---- | ---- | ---- | ---- | ---- | ---- | ---- | ---- | ---- |
| 379  | 355  | 348  | 245  | 226  | 212  | 204  | 212  | 202  |

| 1962 | 1968 | 1975 | 1982 | 1990 | 1999 | 2005 | 2006 | 2010 |
| ---- | ---- | ---- | ---- | ---- | ---- | ---- | ---- | ---- |
| 196  | 182  | 240  | 190  | 169  | 170  | 159  | 154  | 153  |

| 2015 | 2020 | 2022 | - | - | - | - | - | - |
| ---- | ---- | ---- | - | - | - | - | - | - |
| 164  | 165  | 163  | - | - | - | - | - | - |

## Économie
Les "coquins"
Au XIXe siècle, des nodules de phosphate de chaux (coprolithes pour certains), familièrement appelés "coquins" (le mot "coquin" pourrait venir de sa forme en coque,  enveloppe calcaire plus ou moins arrondie, telle celle de l'oeuf (coquille, coque de navire de noix)), ont été extraits dans une trentaine de communes de la Meuse. Il s'agit d'une veine de 300 km de long de l'Yonne jusqu'aux Ardennes sur 500 m à 3 km de large. En 1877, Charles de Molon, qui a découvert ces veines de phosphates vers 1850 (brevets d'applications en 1856 et 1857 pour la fertilisation agricole), estime la quantité encore exploitable en Meuse à 80 millions de tonnes. En 1886, on a extrait dans les départements de la Meuse et des Ardennes 76 600 tonnes de nodules.
C'est à Villotte-devant-Louppy que se trouvait la plus grande exploitation de la Meuse, commencée en 1861. En 1890, la superficie des gisements et les réserves étaient estimées respectivement à 1 000 hectares et 1,5 million de tonnes. Il y avait environ 50 puits et 200 ouvriers. Alcide Bister (1841-1916), natif de Villotte, industriel, avait la plus grosse exploitation sur sa propriété de la forêt des Argonnelles. M. Desaux exploitait quant à lui des mines dans la forêt du Beaubois.
L'extraction s'effectuait d'abord en surface (moins d'un mètre), où les nodules sont libres puis avec des puits pouvant atteindre 20 m de profondeur, où les nodules sont empâtés dans la roche. La grosseur des nodules est de 1 à 10 cm environ. Les nodules étaient lavés, concassés puis séchés, avant d'être pulvérisés dans des moulins identiques aux moulins à farine, pour en faire une poudre très fine, seule exploitable comme engrais. Il y avait des ateliers de lavage le long de la Chée. Alcide Bister transportait ses nodules à Revigny où il possédait des moulins hydrauliques. M. Desaux utilisait le moulin de Laheycourt, sur la Chée et, à Villotte, le moulin à blé du Matron, sur la Chée également, reconverti vers 1881 en moulin à phosphates. Une petite voie de chemin de fer à voie unique (appelé aussi tramway), mise en service en 1880, assure le transport vers Revigny-sur-Ornain, soit des nodules, soit de la poudre en sacs de 50 kg.
L'extraction et le traitement des phosphates de chaux ont été une activité importante pendant une trentaine d'années (environ 1860-1890) puis en déclin à cause de la concurrence étrangère notamment d'Afrique du Nord. Elle a pratiquement disparu en 1900.
Alcide Bister se reconvertira dans la production de produits en béton et surtout d'animaux en pierre reconstituée. Il a donné une vache à Villotte (fontaine de la Vache, classée MH).

## Culture locale et patrimoine

### Lieux et monuments
- L'église Saint-Brice est l'objet d'un classement au titre des monuments historiques depuis 1918[27].
- La fontaine de la Vache, en bordure de la route de Givry-en-Argonne à Saint-Mihiel,  objet d'une inscription au titre des monuments historiques depuis 1992[28]. Elle est l'œuvre du sculpteur Prosper Lecourtier originaire de Gremilly (Meuse), réalisée par Alcide Bister qui en fait don à la commune (1903).

On peut y trouver également deux œuvres de l'artiste burkinabé Sahab Koanda, une vache et une porteuse d'eau. On y trouve aussi une représentation à l'identique d'une vache en pierre reconstituée.

### Héraldique
| Blason | Blasonnement : De gueules à la vache couchée d'argent chapée d'azur à deux croix écotées alésées d'or ; au chevron d'or chargé d'une aigle éployée de sable brochant sur la partition. Armoiries composées et dessinées par R.A LOUIS,adaptées conformément aux souhaits de la municipalité,avec les conseils de la Commission héraldique de l'UCGL et adoptées par la commune en novembre 2013. |